# Mount Magazine
Mount Magazine is een berg die het hoogste (natuurlijke) punt van de Amerikaanse staat Arkansas vormt. Mount Magazine en de omliggende gebieden vormen ook het jongste State Park in Arkansas: Mount Magazine State Park.
De berg is eigenlijk een afgevlakt plateau, waarop twee toppen staan. Signal Hill wordt als het hoogste punt beschouwd, terwijl Mossback Ridge met een hoogte van 823 m niet zo heel veel lager ligt.
De berg wordt vaak het omschreven als het hoogste punt tussen Rocky Mountains en de Allegheny Mountains, ondanks het feit dat er nog andere punten tussen de Rockies en de Allegheny Mountains hoger gelegen zijn dan Mount Magazine.

## Locatie
Magazine Mountain bevindt zich in de vallei van de rivier de Arkansas, in het Ozark National Forest in Logan County. De berg ligt circa 27 km ten zuiden van Paris en 16 km ten noorden van Havana.

## Geschiedenis en naamgeving
Wegens zijn dominantie over de omgeving was het plateau al lang voor de komst van de Europeanen zeer bekend onder de oorspronkelijke bewoners in een wijde omtrek rond Mount Magazine. Nadat de berg zijn naam gekregen had door de Fransen, werd het in eerste instantie gebruikt als toevluchtsoord voor ballingen, vluchtelingen en deserteurs tijdens de Amerikaanse Burgeroorlog, waarbij de hoge kliffen van de berg zorgde voor veiligheid en een goed zicht op de omgeving. Na de burgeroorlog kreeg Mount Magazine een nieuwe bestemming: die van vakantieverblijf, met in de zomer aangenamere, koelere temperaturen dan in de lagergelegen delen van de valleien rondom. Vandaag de dag is Mount Magazine een State Park, dat in alle behoeften van de reiziger-kampeerder voorziet.
Omtrent de precieze oorsprong van de naam Mount Magazine bestaan er enkele uiteenlopende theorieën. Volgens een daarvan dankt de berg zijn naam aan een aardverschuiving die ooit op de berg plaatsvond. De aardverschuiving gebeurde net op het moment dat Franse avonturiers door het gebied reisden. Het helse kabaal dat door deze aardverschuiving veroorzaakt werd, werd door een van de avonturiers omschreven als het "het geluid van een exploderend munitiemagazijn".
Volgens een andere theorie gaven Franse ontdekkingsreizigers de berg de naam "Magasin" omdat de vorm van de berg veel weg had van een grote opslagruimte.
Volgens het Geographic Names Index System (GNIS) van de Amerikaanse geologische dienst USGS, dient de berg niet "Mount Magazine", maar "Magazine Mountain" te heten. Volgens de voorgeschreven richtlijnen wordt gebruikt men "Mount Xxx" voor een piek en "Xxx Mountain" voor bergkammen en plateaus. Volgens het GNIS is Magazine Mountain een bergkam, met Signal Hill als top., Gidsen die vermelding maken van deze berg, volgen overwegend het voorbeeld van de USGS en gebruiken "Magazine Mountain".
Rond de naamgeving van het Mount Magazine State Park is er geen onenigheid, aangezien het hier strikt gezien niet om een berg maar om een State Park gaat.

## Galerij

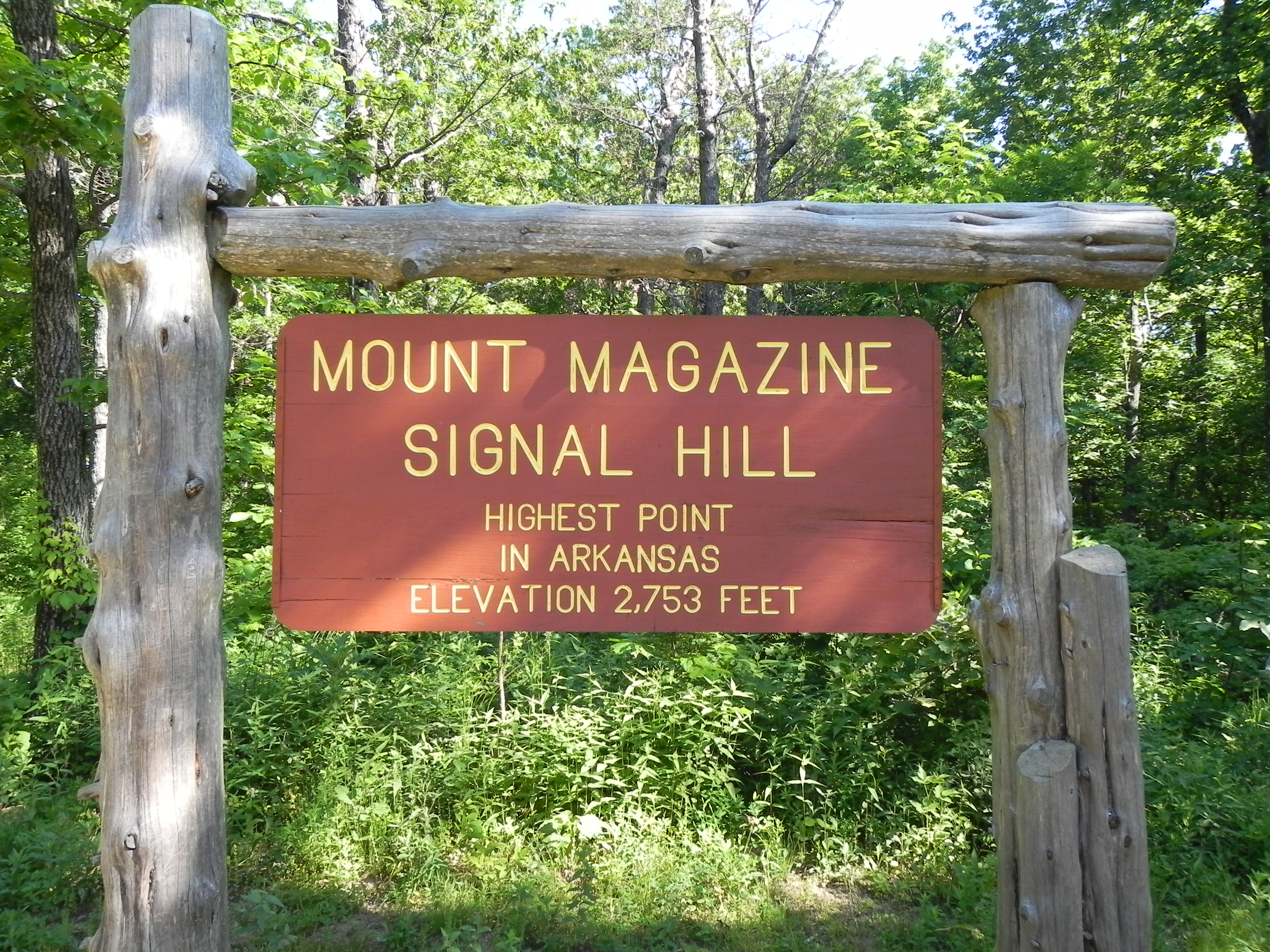
Bord op de top van Signal Hill.
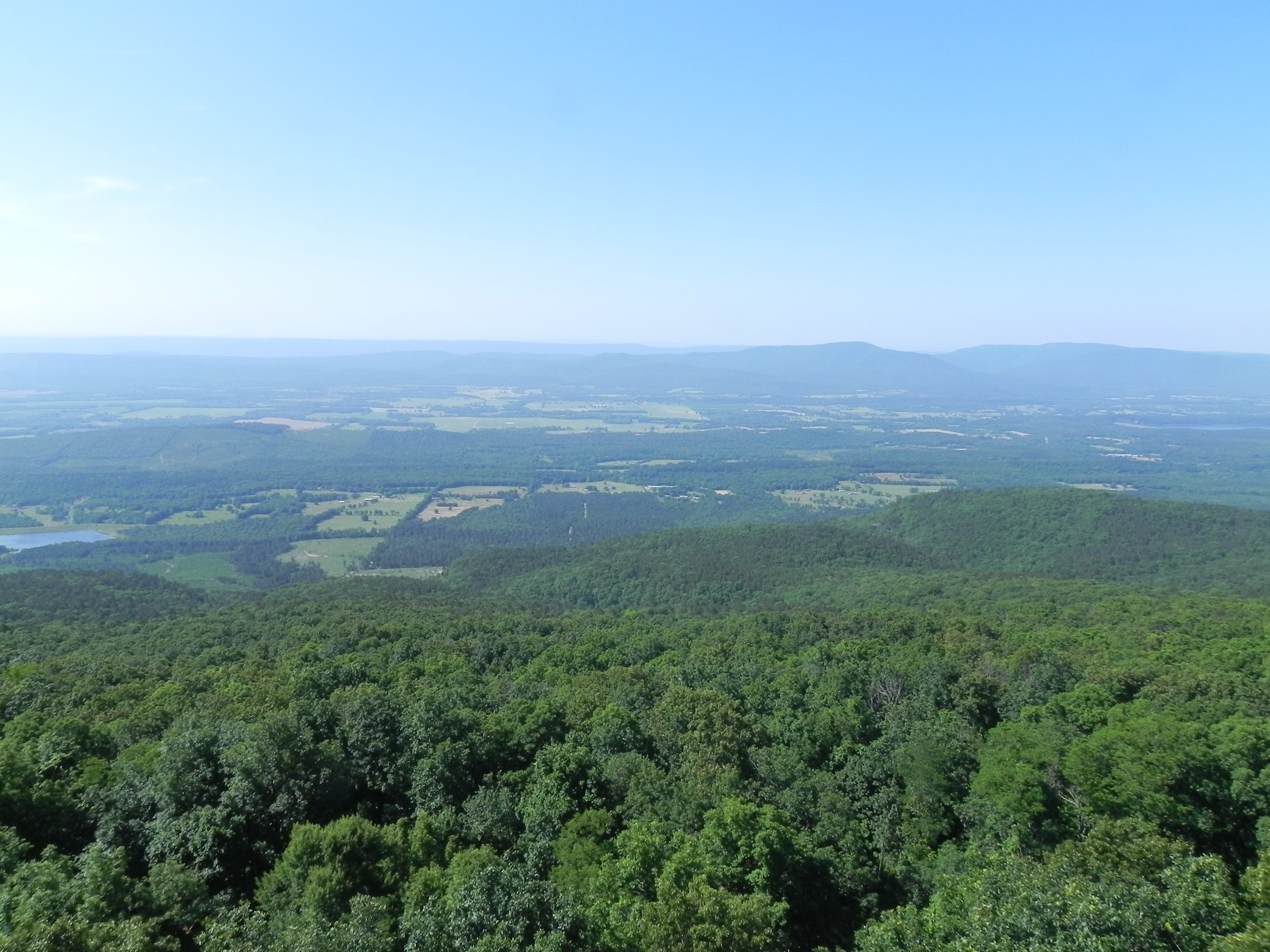
Panorama noordwaarts, vanop Mount Magazine.